# آندرس مادرید
آندرس مادرید (انگلیسی: Andrés Madrid؛ زادهٔ ۲۹ ژوئیهٔ ۱۹۸۱) بازیکن فوتبال اهل آرژانتین است.
از باشگاه‌هایی که در آن بازی کرده‌است می‌توان به باشگاه فوتبال پورتو، باشگاه فوتبال جیمناسیا لاپلاتا، باشگاه ورزشی ناسیونال، و باشگاه ورزشی براگا اشاره کرد.